# Costituzione tunisina del 1959
La Costituzione tunisina del 1959 (in arabo 1959 دستور تونس‎?, Dustūr Tūnus 1959) è stata la Carta fondamentale della Tunisia dal 1959 al 2011.

Promulgata il 1º giugno 1959, la sua applicazione è stata sospesa a seguito della Rivoluzione tunisina del 2010-2011, quando fu eletta il 23 ottobre 2011 un'Assemblea costituente, incaricata di redigere un nuovo testo, entrato in vigore nel 2014.

## Storia
Poco prima dell'indipendenza della Tunisia, un decreto del 29 dicembre 1955 istituì un'Assemblea costituente.. Il 6 gennaio 1956, un altro decreto fissò le modalità della sua elezione, in base al quale tutti gli uomini di cittadinanza tunisina e di almeno 21 anni compiuti erano indicati come validi elettori. I candidati, per parte loro, dovevano avere almeno 30 anni compiuti e in grado di leggere e di scrivere. Il sistema scelto era quello dello scrutinio maggioritario a un solo turno, senza possibilità di voto disgiunto, vale a dire senza possibilità di esprimere preferenze differenziate tra il voto per il contrassegno di lista e il voto per i candidati. Una delibera del 1º marzo fissò il numero delle circoscrizioni elettorali a 18 e il numero dei seggi dell'Assemblea a 98.
Dopo l'indipendenza, proclamata il 20 marzo 1956, essa fu così eletta il 25 marzo, giornata dichiarata di festa nazionale con decreto del 22 marzo; mentre un'elezione parziale suppletiva fu organizzata il 26 agosto per ovviare al vuoto di 10 seggi diventati vacanti nel frattempo. Insediata nel palazzo del Bardo, l'Assemblea elaborò una nuova Costituzione che come proposito iniziale aveva quello di stabilire una monarchia costituzionale. Tuttavia, il 25 luglio 1957, essa votò invece l'abolizione della monarchia beylicale e l'instaurazione del regime repubblicano, con la nomina di Habib Bourguiba a Presidente a titolo provvisorio, nell'attesa dell'elaborazione del testo definitivo della Costituzione. Una volta approvata dall'Assemblea costituente, la Costituzione fu promulgata il 1º giugno 1959, tre anni dopo l'indipendenza, con legge numero 59-57, pubblicata sul Journal officiel de la République tunisienne.
Il Preambolo si apriva con la basmala, invocava il consolidamento dell'unità nazionale, la fedeltà agli insegnamenti dell'Islam e l'ancoraggio della Tunisia al suo ambiente maghrebino e arabo, e all'instaurazione della democrazia «fondata sulla sovranità del popolo e caratterizzata da un regime politico stabile, basato sulla separazione dei poteri». La repubblica era indicata come il regime in grado di garantire il rispetto dei diritti dell'Uomo, l'uguaglianza dei cittadini e lo sviluppo economico.